# Louis De Geer (1818-1896)
Baró Louis Gerard De Geer de Finspång (18 de juliol de 1818 - 24 de setembre de 1896), estadista i escriptor suec.
El 20 de març de 1876 va assumir com el primer primer ministre de Suècia, càrrec que va ocupar fins al 19 d'abril de 1880, quan el fracàs dels seus reiterats esforços per resoldre la qüestió armamentista ho van portar a renunciar. Entre 1881 i 1888 va ser rector de les Universitats de Upsala i Lund. Va ser un defensor del lliure mercat i el liberalisme econòmic, i alguns consideren que va posar els fonaments per al fort desenvolupament econòmic de Suècia entre 1870 i 1970.